# 성수 (별자리)
성수(星宿)는 동아시아의 별자리인 이십팔수의 하나이다. 남방주작 7수(宿) 중 네 번째에 해당된다.
서양 별자리의 바다뱀자리의 일부에 해당된다.

## 성수에 속한 별자리
성수에 속한 별자리들은 다음과 같다.
| 별자리 | 한자 | 별 개수 | 위치       | 의미              |
| ------ | ---- | ------- | ---------- | ----------------- |
| 성     | 星   | 7       | 바다뱀자리 |                   |
| 헌원   | 軒轅 | 17      | 사자자리   | 황제(黃帝)        |
| 어녀   | 御女 | 1       |            | 황제(黃帝)의 시녀 |
| 내평   | 內平 | 4       |            |                   |
| 천상   | 天相 | 3       |            |                   |
| 직     | 稷   | 5       |            |                   |

## 참고 문헌
- 권근 외, 『천상열차분야지도』, 서운관(書雲觀), 1395년
- 이문규, 《고대 중국인이 바라본 하늘의 세계》, 문학과 지성사, 2000년
- 이순지 저, 김수길.윤상철 역,《천문류초》, 대유학당, 1998년
- 박창범, 《하늘에 새긴 우리역사》, 김영사, 2002년